# Phoenixville

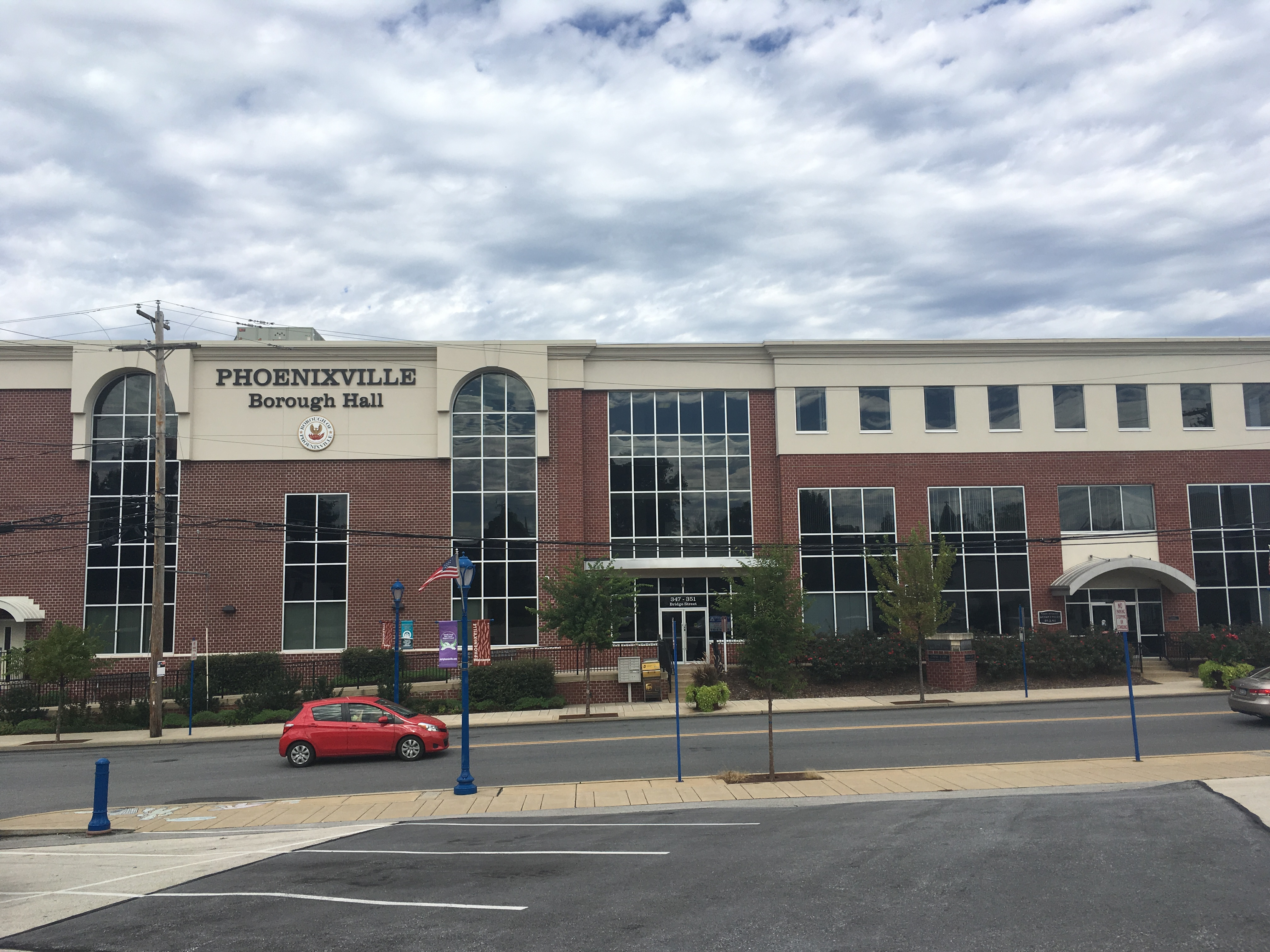
Phoenixville Borough Hall.

Phoenixville är en kommun av typen borough i delstaten Pennsylvania, USA. 
Staden ligger öster om Harrisburg och norr om Washington och söder om New York i närheten av Mont Clare, Pennsylvania som ligger på nordöstra sidan om floden Schuylkill River. Staden har tillsammans med Mont Clare strax under 15 000 invånare.
I Phoenixville går USA:s äldsta järnvägstunnel som ännu är i bruk: Black Rock Tunnel.
I denna stad växte Sundance Kid upp fram till år 1882 då han, femton år gammal, lämnade familjen och drog västerut.